# Glacier Arhuay
Le glacier Arhuay es un glacier situé au  centre-ouest du Pérou, dans la province de Huaylas, région d'Ancash. Il est l'un des principaux glaciers de la cordillère Blanche, dans les Andes péruviennes. Le glacier est situé à l'intérieur du parc national de Huascarán inscrit par l'UNESCO sur la liste du Patrimoine mondial en 1985.
Il couvre une superficie de 4,25 km2 et a une largeur d'environ 2,3 km, pour une longueur maximale de 4,5 km. Il s'agit d'un glacier de vallée, avec un bassin simple car il s'écoule dans un seul canal, avec un profil longitudinal en cascade en particulier à l'arrière de la langue glaciaire.
Le glacier Arhuay trouve son origine dans un cirque glaciaire dominé par les cimes des nevados Pucajirca Sur (6 039 m) et Rinrihirca (5 810 m). Il naît à une altitude de 6 025 m et descend jusqu'à 4 554 mètres. La langue terminale du glacier se trouve actuellement en contact avec la laguna Arhuaycocha, qui déverse ses eaux dans le río Santa en direction de l'océan Pacifique.
D'un point de vue dynamique, le glacier – dans sa partie médiane principalement – a un mouvement très lent suivant la pente du lit rocheux qui se traduit par une fissuration très prononcée clairement visible dans sa structure. Ce mouvement est contrarié plus bas par la langue terminale où la pente est moins importante.